# Diócesis de Floresta
La diócesis de Floresta (en latín: Dioecesis Floresten(sis) y en portugués: Diocese de Floresta) es una circunscripción eclesiástica latina de la Iglesia católica en Brasil, sufragánea de la arquidiócesis de Olinda y Recife. La diócesis tiene al obispo Gabriele Marchesi como su ordinario desde el 21 de febrero de 2013. 

## Territorio y organización

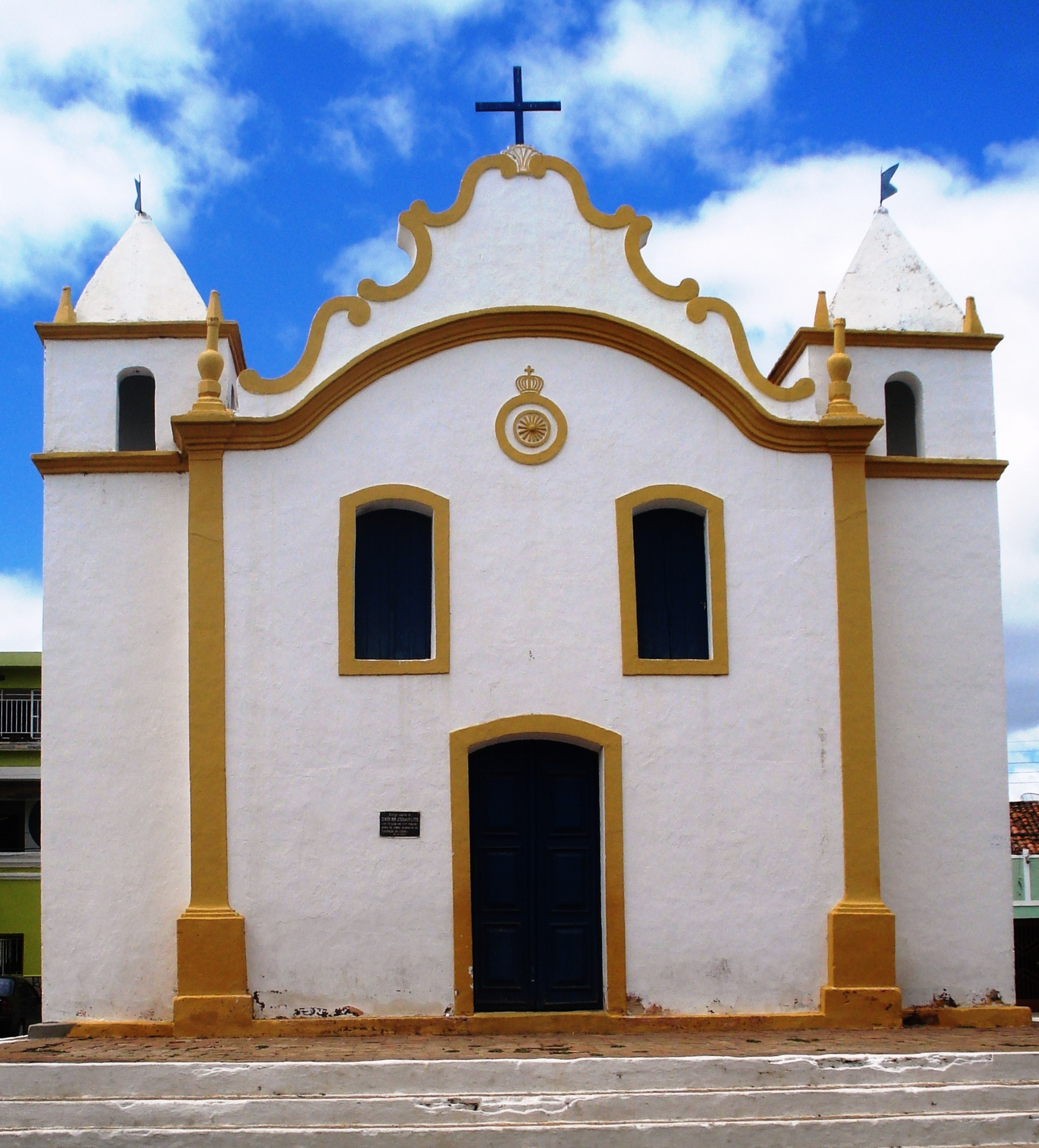
Iglesia de Nuestra Señora del Rosario

La diócesis tiene 15 792 km² y extiende su jurisdicción sobre los fieles católicos de rito latino residentes en 11 municipios del estado de Pernambuco: Belém de São Francisco, Betânia, Carnaubeira da Penha, Custódia, Floresta, Ibimirim, Inajá, Itacuruba, Jatobá, Petrolândia y Tacaratu.
La sede de la diócesis se encuentra en la ciudad de Floresta, en donde se halla la Catedral del Buen Jesús de los Afligidos.
En 2019 en la diócesis existían 12 parroquias.

## Historia
La primera diócesis de Floresta fue erigida el 5 de diciembre de 1910, obteniendo el territorio de la diócesis de Olinda (hoy arquidiócesis de Olinda y Recife), de la cual era sufragánea. El 2 de agosto de 1918 se trasladó el obispado de Floresta a Pesqueira y la diócesis tomó el nombre de diócesis de Pesqueira mediante la bula Archidioecesis Olindensis-Recifensis del papa Benedicto XV.
La diócesis actual fue erigida el 15 de febrero de 1964 con la bula Qui secreto Dei consilio del papa Pablo VI, obteniendo el territorio de las diócesis de Pesqueira y Petrolina.
El 16 de junio de 2010 cedió una parte de su territorio para la erección de la diócesis de Salgueiro mediante la bula Valde sollicitus del papa Benedicto XVI.

## Estadísticas
De acuerdo al Anuario Pontificio 2020 la diócesis tenía a fines de 2019 un total de 271 100 fieles bautizados.
| Año                                                                             | Población            | Población | Población      | Sacerdotes | Sacerdotes    | Sacerdotes    | Bautizados por sacerdote | Diáconos permanentes | Religiosos | Religiosos | Parroquias |
| Año                                                                             | Bautizados católicos | Total     | % de católicos | Total      | Clero secular | Clero regular | Bautizados por sacerdote | Diáconos permanentes | Varones    | Mujeres    | Parroquias |
| ------------------------------------------------------------------------------- | -------------------- | --------- | -------------- | ---------- | ------------- | ------------- | ------------------------ | -------------------- | ---------- | ---------- | ---------- |
| 1966                                                                            | 198 000              | 200 000   | 99.0           | 9          |               | 9             | 22 000                   |                      |            |            | 6          |
| 1967                                                                            | 199 850              | 200 000   | 99.9           | 10         | 2             | 8             | 19 985                   |                      | 8          |            | 8          |
| 1976                                                                            | 187 109              | 187 609   | 99.7           | 9          |               | 9             | 20 789                   |                      | 9          | 5          | 10         |
| 1980                                                                            | 206 000              | 207 000   | 99.5           | 9          |               | 9             | 22 888                   |                      | 14         | 5          | 10         |
| 1990                                                                            | 255 000              | 257 000   | 99.2           | 8          |               | 8             | 31 875                   |                      | 8          | 2          | 11         |
| 1991                                                                            | 231 000              | 241 960   | 95.5           | 14         | 9             | 5             | 16 500                   |                      | 5          | 8          | 12         |
| 2000                                                                            | 244 616              | 245 596   | 99.6           | 12         | 8             | 4             | 20 384                   |                      | 4          | 16         | 12         |
| 2001                                                                            | 246 980              | 248 674   | 99.3           | 10         | 7             | 3             | 24 698                   |                      | 3          | 25         | 12         |
| 2002                                                                            | 248 690              | 253 060   | 98.3           | 13         | 11            | 2             | 19 130                   |                      | 3          | 25         | 12         |
| 2006                                                                            | 263 000              | 268 000   | 98.1           | 21         | 15            | 6             | 12 523                   |                      | 6          | 26         | 13         |
| 2010                                                                            | 246 658              | 247 425   | 99.7           | 22         | ?             | ?             | 11 212                   |                      |            | 23         | 11         |
| 2013                                                                            | 254 000              | 255 000   | 99.6           | 17         | 16            | 1             | 14 941                   |                      | 1          | 20         | 12         |
| 2016                                                                            | 259 000              | 261 000   | 99.2           | 22         | 18            | 4             | 11 772                   |                      | 4          | 20         | 12         |
| 2019                                                                            | 271 100              | 273 400   | 99.2           | 19         | 17            | 2             | 14 268                   |                      | 2          | 20         | 12         |
| Fuente: Catholic-Hierarchy, que a su vez toma los datos del Anuario Pontificio. |                      |           |                |            |               |               |                          |                      |            |            |            |

## Episcopologio
- Francisco Xavier Nierhoff, M.S.F. † (4 de agosto de 1964-12 de diciembre de 1988 retirado)
- Czesław Stanula, C.SS.R. † (17 de junio de 1989-27 de agosto de 1997 nombrado obispo de Itabuna)
- Adriano Ciocca Vasino (3 de marzo de 1999-21 de marzo de 2012 nombrado prelado de São Félix)
- Gabriele Marchesi, desde el 21 de febrero de 2013